# Jan Wereszczyński
Jan Stanisław Wereszczyński (ur. 22 stycznia 1914 w Łodzi, zm. 29 czerwca 1991) – polski geodeta, doc. dr hab. inż., kierownik Katedry Geodezji, Kartografii Środowiska i Geometrii Wykreślnej Politechniki Łódzkiej.

## Życiorys
W 1932 roku Jan Wereszczyński ukończył Państwowe Gimnazjum im. Jędrzeja Śniadeckiego w Pabianicach i wstąpił na Wydział Geodezji Politechniki Warszawskiej. W czasie studiów odbył praktykę morską na statku Śląsk specjalizując się w kartografii nawigacyjnej (pod kierunkiem Edwarda Warchałowskiego) oraz wykonał pracę dyplomową na ORP Pomorzanin. Studia ukończył w 1939 roku uzyskując stopień inżyniera mierniczego (geodety) po przedstawieniu pracy dyplomowej Topografia morska.
Po ukończeniu studiów wstąpił jako ochotnik do Marynarki Wojennej w celu odbycia służby w hydrografii morskiej. Po wybuchu II wojny światowej walczył we wrześniu 1939 roku w obronie portu wojennego na Oksywiu. 19 września został wzięty do niewoli niemieckiej. Oswobodzony w maju 1945 roku wstąpił do Szkoły Podchorążych Marynarki Wojennej w Okehampton w Wielkiej Brytanii. W trakcie nauki pływał na ORP Garland oraz Conrad. W 1946 roku ukończył Wydział Nawigacyjny i w grudniu tego samego roku powrócił do Polski aby objąć stanowisko Szefa Wydziału Kartograficznego Marynarki Wojennej w Gdyni. Zwolniony ze służby na własną prośbę w 1947 roku przeniósł się do Łodzi, gdzie pracował kolejno w Urzędzie Wojewódzkim, Centrali Produktów Naftowych, Łódzkim Okręgowym Przedsiębiorstwie Mierniczym (1949–1953), Miejskim Biurze Projektów oraz Łódzkim Rejonie Budowlanym Warszawskiego Zjednoczenia Budowy Elektrowni i Przemysłu „Beton-Stal” (1953–1958). Pracę zawodową łączył z pracą dydaktyczną w Technikum Geodezyjnym w Łodzi (1948–1952), Politechnice Warszawskiej (1948–1968), Wieczorowej Szkole Inżynierskiej w Łodzi (1951–1956), Wydziale Budownictwa Lądowego Politechniki Łódzkiej (od 1958, jako etatowy pracownik naukowo-dydaktyczny), Wydziale Biologii i Nauk o Ziemi Uniwersytetu Łódzkiego (od 1962), Wydziale Nawigacyjnym Wyższej Szkoły Morskiej w Szczecinie.
W 1951 roku Jan Wereszczyński był organizatorem oraz następnie został kierownikiem Sekcji Geodezji Stosowanej przy Wydziale Budownictwa Wieczorowej Szkoły Inżynierskiej w Łodzi. Po włączeniu Sekcji wraz z Wydziałem w skład nowo utworzonego Wydziału Budownictwa Lądowego PŁ został kierownikiem Pracowni Geodezyjnej wydziału, a od 1964 do 1970 roku (po reorganizacji) pełnił funkcję Kierownika Katedry i Prodziekana ds. Nauczania. Wynikiem prac naukowych prowadzonych w ramach zagadnień związanych z hydrografią i kartografią nawigacyjną (prace badawcze na OH Bałtyk oraz Kompas) był przyznany w 1960 roku przez Radę Wydziału Geodezji AGH w Krakowie stopień doktora nauk technicznych (rozprawa Wielkoskalowe radarowe mapy nawigacyjne). W 1962 roku otrzymał zezwolenie Ministerstwa Obrony Narodowej na noszenie munduru oficera Marynarki Wojennej. W 1963 roku na podstawie obrony pracy Analiza map morskich Wybrzeża Polskiego na tle stosowanych urządzeń nawigacyjnych na Wydziale Geodezji i Kartografii Politechniki Warszawskiej otrzymał stopień doktora habilitowanego i objął stanowisko docenta etatowego w Politechnice Łódzkiej. W 1961 roku został członkiem Zespołu Historii Geodezji i Kartografii Komitetu Historii, Nauki i Techniki Polskiej Akademii Nauk. Był organizatorem i pierwszym przewodniczącym Sekcji Geodezji Morskiej Komitetu Geodezji PAN.
W uznaniu zasług na polu działalności naukowej w dziedzinie nawigacji, Jan Wereszczyński został w 1974 wybrany (jako pierwszy Polak) na członka zwyczajnego The Royal Institute of Navigation w Londynie, a w 1979 roku powołany na członka Rady Naukowej Wyższej Szkoły Marynarki Wojennej w Gdyni oraz Rady Naukowej Wyższej Oficerskiej Szkoły Lotniczej w Dęblinie. W tym samym roku został kierownikiem grupy tematycznej Nawigacja przy użyciu technik satelitarnych Centrum Badań Kosmicznych PAN. W 1980 roku został przeniesiony służbowo do Wyższej Szkoły Marynarki Wojennej w Gdyni. Ponadto Jan Wereszczyński był członkiem Stowarzyszenia Geodetów Polskich (w latach 1953–1954 przewodniczącym Zarządu Oddziału w Łodzi) i Łódzkiego Towarzystwa Naukowego.

## Zainteresowania naukowe
Zainteresowania naukowe Jana Wereszczyńskiego ogniskowały się wokół dyscyplin nautycznych (ze szczególnym naciskiem na hydrografię morską i kartografię nawigacyjną) oraz geodezji inżynieryjno-przemysłowej, co miało swoje odzwierciedlenie w działalności dydaktycznej skoncentrowanej wokół zagadnień związanych z pomiarami morskimi, podstawami geodezji, geografią astronomiczną oraz geodezją inżynieryjną. Wynikiem działalności naukowej i dydaktycznej było zorganizowanie w 1964 roku w Łodzi pierwszej krajowej sesji naukowej Nawigacja i kartografia nawigacyjna. Kolejne sesje i sympozja naukowe organizowane pod kierownictwem Jana Wereszczyńskiego dotyczyły m.in. działalności Fryderyka Getkanta (1967, wspólnie z Komitetem Historii Nauki i Techniki PAN), zwiększenia informacyjności map (1971), wykorzystania sztucznych satelitów Ziemi w nawigacji morskiej (1973), problemów nawigacji kosmicznej (1977, we współpracy z Komitetem Geodezji PAN, Polskim Towarzystwem Astronautycznym i Instytutem Matematyki PŁ). Na polu geodezji efektem działalności naukowej była organizacja seminariów na temat zagadnień związanych z geodezją inżynieryjną oraz organizacja pierwszej krajowej konferencji dotyczącej geodezji w budownictwie uprzemysłowionym. W 1972 roku współorganizował pierwsze krajowe seminarium Komitetu Geodezji PAN Kartografia i informatyka.

## Publikacje
W 1953 roku opracował na zlecenie AGH w Krakowie Prace geodezyjne przy użyciu urządzeń radionawigacyjnych (nieopublikowana). Dwa lata później została opublikowana praca Śródlądowe pomiary hydrograficzne. Kolejne publikacje to rozprawy w zeszytach naukowych Politechniki Łódzkiej (Analiza map morskich Wybrzeża Polskiego na tle stosowanych urządzeń nawigacyjnych – 1/1964; Próby kartograficznych opracowań map morskich na użytek radiolokacji – 2/1964; Analiza użycia radiodalmierzy okrężnych w pomiarach hydrograficznych – 3/1965; Studia nad mapami morskimi Fryderyka Getkanta – 5/1967; Opis inwentaryzacyjny polskich map morskich i pomocniczych wydawnictw nawigacyjnych z okresu 1919–1939 – 5/1967; O wykorzystaniu zdjęć satelitarnych do opracowania map drobnoskalowych powierzchni Ziemi – 13/1977). W 1970 roku, wydana przez Wydawnictwo Naukowe PWN, ukazała się trzyczęściowa Kartografia nawigacyjna oraz we współpracy z Eugeniuszem Rolnikiem praca Zastosowanie geodezji w budownictwie betonowym (jako część monografii Budownictwo betonowe, Wydawnictwo „Arkady”). Rok później została opublikowana książka Wybrane zagadnienia z zastosowań geodezji i kartografii w inżynierii komunalnej (PWN). Kolejne publikacje naukowe, których był współautorem to m.in. Teoria linii pozycyjnych, Błędy obserwacji nawigacyjnych oraz ich wyrównanie (1973), Wybrane zagadnienia z kartografii morskiej (1979). W 1974 roku pojawił się, wydany przez PWN, międzyuczelniany skrypt Podstawy matematyczne radiookreślenia pozycji. Jako niekwestionowany autorytet był autorem haseł z dziedziny kartografii morskiej do Wielkiej Encyklopedii Powszechnej PWN.
Jan Wereszczyński był autorem i współautorem licznych skryptów z miernictwa budowlanego, opracowań specjalnych (m.in. na zlecenie Komitetu Geodezji oraz Komitetu Badań Kosmicznych Polskiej Akademii Nauk), programów nauczania, opinii naukowych i referatów.

## Odznaczenia i nagrody
- 1955: Medal 10-lecia Polski Ludowej
- 1962: Nagroda Ministra Szkolnictwa Wyższego za pracę dydaktyczną
- 1962: Nagroda Polskiego Towarzystwa Meteorologicznego i Hydrologicznego za działalność naukową
- 1966: Odznaka 1000-lecia Państwa Polskiego
- 1971: Złota Odznaka "Zasłużony w dziedzinie geodezji" przyznana przez Prezesa Głównego Urzędu Geodezji i Kartografii
- 1972 i 1975: Nagroda Ministra Nauki, Szkolnictwa Wyższego i Techniki za osiągnięcia w dziedzinie wyróżniających się podręczników
- 1973: Złoty Krzyż Zasługi
- 1983: Krzyż Kawalerski Orderu Odrodzenia Polski
- 1983: Medal za zasługi dla Marynarki Wojennej PRL
- 1983: wpis do karty honorowej Zasłużonych Techników Łodzi (NOT)

Źródła:.